# Boromir
Boromir é um personagem fictício da obra literária O Senhor dos Anéis, criado por J. R. R. Tolkien. Boromir, da raça dos homens, foi Capitão-General de Gondor e fez parte da 'Sociedade do Anel'. Era o filho mais velho de Denethor II, o último governante Regente de Gondor, e irmão de Faramir.
Boromir é retratado com um caráter honroso e nobre que acredita apaixonadamente na grandeza do seu reino, que teria defendido seu povo até o fim. De grande resistência e força física, juntamente com uma personalidade forte e autoritária, foi um comandante amplamente admirado no exército de Gondor: ele foi feito Capitão da Torre Branca, e rapidamente se tornou capitão-mor, também com o título alta Guardião da Torre Branca. Ele também era o herdeiro aparente ao Manejo. Boromir levou muitas incursões bem sucedidas contra as forças de Sauron, antes de sua viagem para o norte em Valfenda, o que lhe trouxe grande estima aos olhos de seu pai, Denethor.

## Literatura
Boromir, como um personagem, é retratado tendo nascido no ano de 2978 da Terceira Era (TE), filho de Denethor II e Finduilas, filha de Adrahil de Dol Amroth. Seu irmão mais novo, Faramir, nasceu no ano de 2983 TE. No ano seguinte, Denethor tornou-se Regente de Gondor, sucedendo seu pai, Ecthelion II. Boromir foi nomeado em homenagem ao filho de Denethor I, que era Regente cerca de 500 anos antes da Guerra do Anel. O primeiro Boromir era conhecido como um grande capitão que limpou Ithilien de orcs de Mordor e era temido até mesmo pelo próprio Rei Bruxo.
Após a morte de Finduilas em 2988 TE, Denethor tornou-se sombrio, frio e distante de sua família. Como seu pai se retirou, a relação entre Faramir e Boromir cresceu mais e mais no amor. Denethor sempre favoreceu Boromir sobre Faramir—ele amava Boromir "demais; talvez, ainda mais porque eles eram diferentes"—mas isso não causou rivalidade entre os dois irmãos. Boromir sempre protegia e ajudado Faramir. Ele foi considerada a mais ousada, bem como o mais destemido.
Em resposta aos sonhos proféticos que vieram para Faramir e depois a si mesmo, Boromir reivindicou a missão de montar de Minas Tirith para Valfenda em 3018 TE. Sua viagem durou 110 dias, e ele viajou por "estradas esquecidas" para chegar a cidade, porém, como ele disse, "poucos sabiam onde estavam." No meio do caminho perdeu seu cavalo, durante a travessia do Rio Cinzento na cidade em ruínas de Tharbad onde a ponte estava quebrada. Ele teve que viajar o restante a pé e mal chegou a tempo para o Conselho de Elrond. (Tolkien escreveu sobre a viagem de Boromir que "a coragem e a ousadia necessárias não são plenamente reconhecido na narrativa".)

## História
Primogênito de Denethor II, último regente governante de Gondor, e Finduilas, filha de Adrahil de Dol Amroth, Boromir nasceu no ano de 2978 da Terceira Era. Sua grande força, habilidades em batalha e seu poder de liderança renderam-lhe os mais importantes postos militares de Gondor, entre eles Capitão da Torre Branca. Sob seu comando Osgiliath foi defendida por vários anos dos ataques de Sauron. Devido a esses motivos, seu pai sempre preferiu Boromir a seu irmão, Faramir, muito mais estudado nas tradições de Gondor, mas nem por isso menos corajoso. 
Em buscas de respostas para um sonho supostamente profético, Boromir viajou até Valfenda em busca de conselhos de Elrond. Representou os Homens juntamente com Aragorn no Conselho de Elrond e integrou a Sociedade do Anel.
Boromir sempre considerou o Um Anel como uma dádiva, a oportunidade de obter o poder necessário para destruir Sauron, porém não conseguiu convencer o Conselho, que decidiu destruí-lo na Montanha da Perdição. Seguiu fiel à Sociedade até sua chegada a Amon Hen, quando tentou obrigar Frodo a lhe entregar o Anel, arrependendo-se assim que o hobbit lhe escapa. Antes de que Boromir o encontrasse novamente, a Sociedade é atacado por um grupo de Uruk-hai enviados por Saruman e liderados por Uglúk (no filme Lurtz quem lidera o grupo). Ao defender Merry e Pippin o capitão de Gondor é ferido mortalmente. Aragorn, Legolas e Gimli não chegam a tempo de impedir a captura dos hobbits e a morte de Boromir, encontrando apenas Boromir cercado pelos corpos de aproximadamente 30 orcs derrotados pelo gondoriano. Ele então reconhece Aragorn como seu Rei, e o encarrega de proteger Gondor em seu lugar. Seu corpo é então levado a um dos barcos élficos junto com sua espada, escudo e o Chifre de Gondor partido ao meio.

### Características
Tolkien descreve sua aparência como refletindo a descida numenoriana: altura (Tolkien escreveu que ele tinha 6'4" ou 193 cm), justo, de cabelos escuros e olhos cinzentos. Ele foi notado até mesmo para além das fronteiras de Gondor por sua bravura e habilidade na batalha, e foi contabilizado um dos maiores capitães de Gondor. Era nobre e altivo, e ao mesmo tempo profundamente leal, exibindo forte amor por seu povo e sua família.
O personagem de Boromir muda ao longo do 2º Livro de O Senhor dos Anéis, em linha com a progressão do épico para a catástrofe que termina o Livro II. Ele é mostrado tendo crescido acostumado com o hábito de comandar. De acordo com seu irmão, Faramir, mesmo como um menino Boromir se irritou com a noção de que os Regentes não eram reis, embora eles governassem em tudo menos no nome. Ele insistiu em tomar para si a missão de Imladris, embora os sonhos viera primeiro a Faramir. Em Valfenda ele, usando o que o crítico Tom Shippey descreve como "um pouco grandiloquência de madeira", expõe a alegação de Gondor à primazia na Guerra do Anel.
Como o Livro II continua, Boromir é demostrado com a indicação do aumento da "bravura e imprudência". O Capitão da Torre Branca desejava honras, ficou irritado por ter de fugir de orcs, resistiu a alegação de Aragorn para liderança, e desempenhou um papel fundamental na catástrofe que rompeu a Sociedade do Anel. Em uma cena do livro III de abertura, Boromir se redime. Mortalmente ferido por flechas de orcs, ele admite seu fracasso, aconselha Aragorn, e exorta-o a levar Gondor e salvar seu povo. Sua lealdade à sua cidade natal é mostrada corrigindo a catástrofe que tinha trazido sobre a Sociedade por agredir Frodo em sua loucura. Embora sua morte termina com a Sociedade, ele é descrito tendo morrido como um herói.

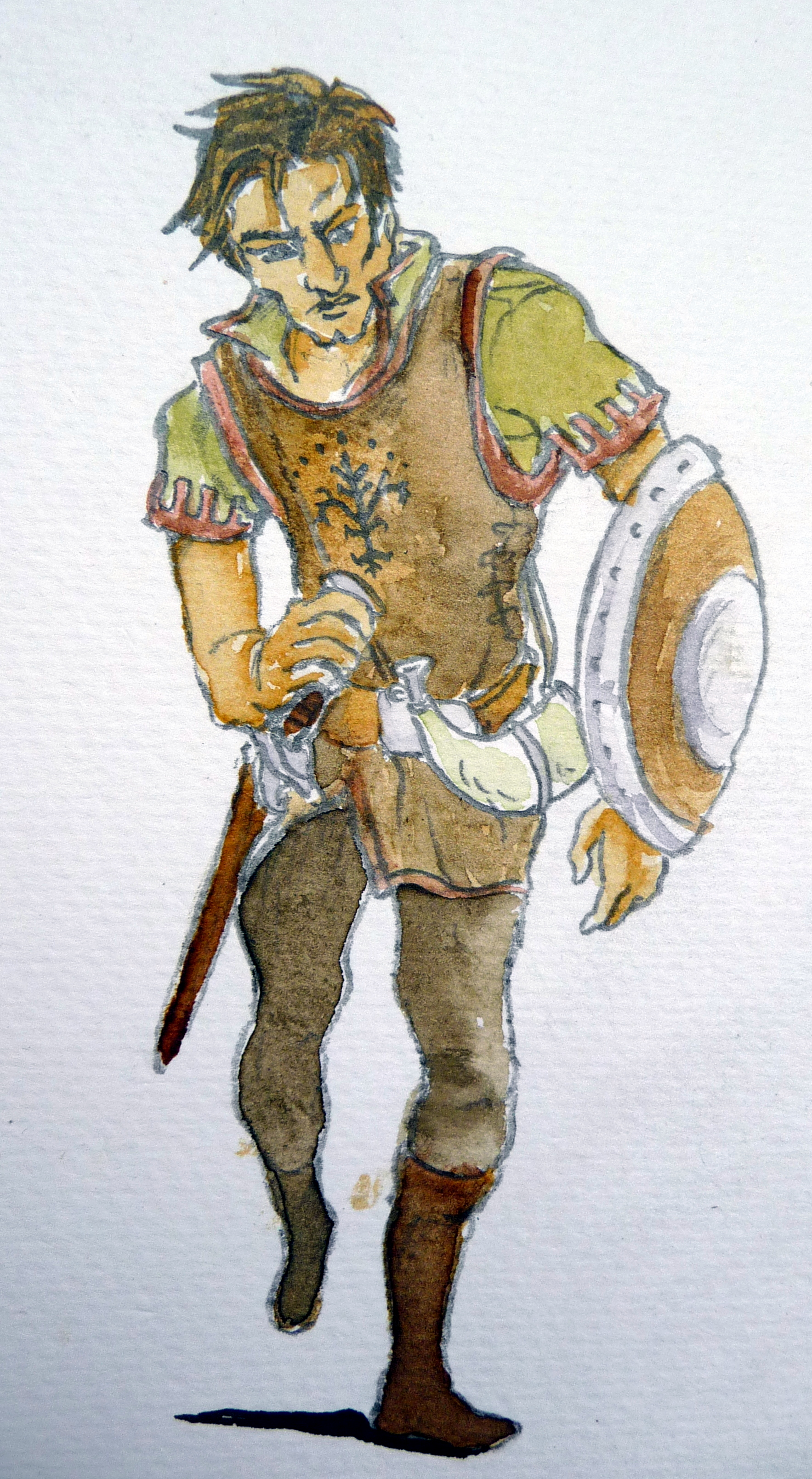
Ilustração de Boromir.

### Nome e títulos
Boromir era o filho e herdeiro de Denethor, o Regente governante de Gondor. Apêndice A o chama de "Capitão da Torre Branca", enquanto Faramir o chamou de "Alto Guardião da Torre Branca" e "nosso Capitão-Mor".
Boromir foi descrito por Tolkien como um nome "de forma mista", e possivelmente combina Sindarin bor(on)- 'firme' com qualquer Sindarin mîr ou Quenya míre 'joia'. Mas os Regentes de Gondor também tinha muitas vezes nomes "lembrados nas canções e histórias da Primeira Era", independentemente do significado, e o nome Boromir parecia durante a Primeira Era em O Silmarillion. O décimo primeiro regente de Gondor, Denethor I, teve também um filho chamado Boromir, que foi descrito como um grande guerreiro. Isso pode ter sido uma inspiração para Denethor II ao nomear seu primeiro filho.

## Interpretação do personagem
Tentativas de Boromir em tentar ganhar o Anel para si têm sido descritas como bem-intencionadas, mas esquecendo-se do perigo potencial. Sua percepção da Terra-média é influenciada por um ponto de vista que imagina que os poderes divinos escolheram Gondor para liderar a luta contra o mal. Ele está sempre ansioso para elogiar as grandes obras de Gondor, incluindo as suas próprias. Quando sua arrogância, eventualmente, leva-o a atacar Frodo para se apoderar do Anel, ele sela seu próprio destino, mediante ao seu poder maligno. Ele dá o seu lugar, assim, para Aragorn, em se tornar o futuro rei de Gondor, de forma semelhante ao personagem Turno, de Virgílio.
Boromir foi mencionado com outros personagens tolkienianos como Fëanor ou Túrin Turambar que mostram "excesso" para o bem da sua própria glória pessoal, uma característica em líderes que o próprio Tolkien desprezava.

## Adaptações
No filme de animação O Senhor dos Anéis, de 1978, de Ralph Bakshi e tanto na série subsequente da BBC Radio, Boromir é interpretado por Michael Graham Cox. No primeiro caso, ele está vestido com trajes bárbaros, o que está saindo completamente do texto de Tolkien. Boromir foi interpretado por Carl-Kristian Rundman na minissérie finlandesa Hobitit, de 1993.
Na trilogia cinematográfica O Senhor dos Anéis, dirigida por Peter Jackson, Boromir é representado por Sean Bean, com participações no primeiro filme, A Sociedade do Anel , no segundo, As Duas Torres, em um flashback e na versão estendida de O Retorno do Rei como uma ilusão de Denethor.